# بوته‌شور
بوته‌شور (نام علمی: Enchylaena) نام یک سرده از تیره تاج‌خروسیان است.
بوته‌شور بومی استرالیا است.
گونه‌ها:
- بوته‌شور راهبند Enchylaena tomentosa
- Enchylaena lanata